# حمام النبايل
حمام النبايل أو حمام النبائل، مدينة وبلدية تابعة إقليميا إلى دائرة حمام النبايل ولاية قالمة الجزائرية.

## الجغرافيا

### الموقع الجغرافي
تقع بالحدود مع ولاية سوق أهراس تبعد عن مقر الولاية ب 40 كم، يحدها كل من:
- شمالا : بوشقوف
- جنوبا : بن سميح
- شرقا : المشروحة
- غربا : سدراتة

### التضاريس
المنطقة ذات طبيعة جبلية وعرة، تتخللها بعض المجاري المائية غير دائمة الجريان كما، يوجد أيضا غطاء نباتي ساعد ازدهار الحياة البرية في الكثير من نواحيها.

أحد الشلالات بحمام النبايل.
التضاريس الوعرة بحمام النبايل.
الطبيعة بحمام النبايل.